# 法林寺温泉
法林寺温泉（ほうりんじおんせん）は、富山県南砺市（旧国越中国）にある温泉。

## 概要
- 南砺市(旧福光町)法林寺の県道27号線（金沢井波線）沿いの山の吉谷川の谷あいにある。
- 100%源泉かけ流しの温泉であり、かけ湯にも温泉を使用しており男女とも大浴場と露天風呂がある。源泉は1号井と2号井の2箇所で1号井のほうが泉温が高い[1]。1号井の湯は大浴場に、2号井の湯はかけ湯と露天風呂に使用されている。
- 立ち寄り湯も可能(大人550円（税込）、10枚5,000円（税込）の回数券あり。8:00～21:00・元日休)である。
- 全14室の宿泊施設も兼ね備えている(1泊2食9,300円～、素泊まり4,650円〜も可能)。
- 湯内にはメタホウ酸、フッ素が含まれるため、妊婦の入浴や飲用は出来ない。このため、飲用水は井戸の地下水を利用している。
- 法林寺温泉という名前の由来は、湯が湧出した地名の法林寺にちなんだものである。

## アクセス
- 鉄道
  - JR城端線福光駅より車で約7分。
- バス
  - 福光駅より南砺市営バス（なんバス）井波福光線または土山線に乗車、法林寺温泉バス停下車。（土日祝日運休)
- 車【高速道路】
  - 北陸自動車道小矢部ICより車で15分。東海北陸自動車道福光ICより車で15分。

## 泉質
- ナトリウム-硫酸塩・塩化物泉[1] (低張性・アルカリ性・高温泉)
  - 源泉温度46.8℃（1号井）、40.5℃（2号井）[1]
  - 湧出量いずれも掘削自噴により毎分31リットル（1号井）、毎分12リットル（2号井）[2]
  - pHは9.2（1号井）、9.21（2号井）[2]
  - 溶存物質は1,064mg/kg（1号井）、1,222mg/kg（2号井）[2]
  - 源泉の深さは1号井は350m、2号井は250m[2]
  - 神経痛、リウマチ、婦人病、皮膚病などに効果がある。

## 温泉街
一軒宿の法林寺温泉が存在する。
温泉地周辺には医王山登山口が存在する。
近隣の観光スポットとして、同じ法林寺地内には、棟方志功が戦争時に疎開先として過ごした真宗大谷派・光徳寺がある。その他福光地区には、棟方志功関連で愛染苑や南砺市立福光美術館がある。
また周辺に他の温泉も多数存在し、すぐ近くには、ぬく森の郷、福光華山温泉、川合田温泉が車で5分以内の距離にある。

## 歴史
かつて減反措置により荒廃した耕作放棄地となっていた場所で、その片隅6.6m2の水溜りにガスが放出していた。そこに温泉を掘削している。
- 1973年9月18日、開湯（ボーリングにより深さ350mまで掘削したところ43℃の温泉が噴出した）。翌年に旅館開業[3]。
- 1984年、新館の水道水を求めて200m掘削したことにより2号井の温泉が湧出。同時に1号井は45℃に上昇。水道水は山に横穴を掘削して確保することになった。また、同年には鉄骨3階建ての新館が増築され、客室数が増築前の3倍になった。
- 2006年、露天風呂開設。

## 周辺の施設など
- 光徳寺
- つつじヶ池
- 医王山登山口
- 国見ヒュッテ
- 川合バット製作所
- ロンウッド
- 道の駅福光
- 福光美術館
- 福光総合グラウンド 南砺市福光総合運動公園
- 南砺市ふくみつプール
- ファミリーマート ファミリーブックス福光店